# Pintura Art Decó
La pintura art decó fue una tendencia pictórica englobada dentro de un estilo (el art decó) que abarcó todos los campos del arte y el diseño durante los años 20 y 30 del siglo XX.
Fue un estilo ecléctico de corte académico que aunó la tradición histórica y la modernidad propia de las vanguardias. A diferencia de todos los demás movimientos, no dictó normas ni publicó manifiestos y eso se refleja en la heterogeneidad de sus creaciones.
Encuadrada dentro de la austeridad propia del periodo de entreguerras, la pintura art decó se reveló dando origen a un estilo lujoso y muy decorativo asumiendo lo dinámico del mundo de entonces y aspirando a eliminar la barrera que separaba las bellas artes de las decorativas y estimulando la creación de obras gratas, elegantes, finas, simples e idealizadas. Celebró la vida en el mundo moderno, difundiendo un estilo elegante y sofisticado para contrarrestar la guerra recientemente terminada.
El estilo del art deco combinó la elegancia de la edad industrial con el lujo de materiales y la ebullición del espíritu creativo; quizás, nunca antes igualados por ningún otro estilo popular.  Unió a su vez placer sensual con la inspiración en el diseño contemporáneo.

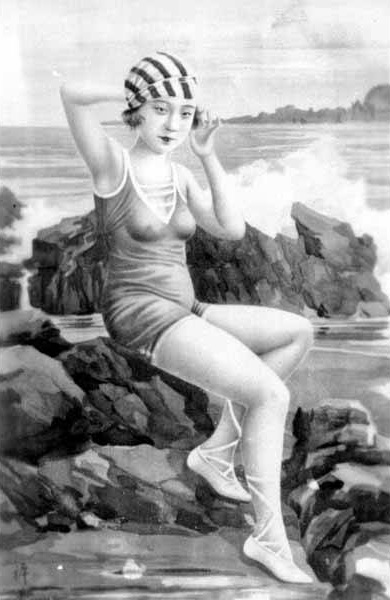
Pintura art decó de una mujer china bañándose (Clem Russel, 1931).

La pintura del estilo art déco revela una mezcla variada de geometría, simplicidad y abstracción combinadas con colores vibrantes y simples, todo ello sin apartarse de la tradición pictórica, sino combinándose con ella. 
Las líneas del art déco son rectas y angulares, pero también curvadas, circulares y ovales, no con el sentido floreado del Art Nouveau, sino con figuras geométricas como el hexágono y el pentágono. Las siluetas humanas son finas y delgadas, ligeras y elásticas, con vestidos rectos o entubados de seda y brillantes, con corte entre la rodilla y el talón acompañados siempre del uso del sombrero.
La principal representante de este estilo es la artista polaca Tamara de Lempicka, pero destacaron otros pintores como Eduardo García Benito.

## Contexto artístico y relación con las vanguardias
La pintura art déco fue coetánea a las vanguardias artísticas del siglo XX pero no se cataloga como una más de ellas. El art déco se puede considerar una evolución o  prolongación del Art Nouveau, hasta el punto de que muchas veces son confundidas entre sí. Por este motivo de continuidad artística con la tradición artística anterior es separada de los "ismos" y, en gran medida, olvidada a la hora de estudiar la pintura occidental contemporánea. Las vanguardias pictóricas del siglo XX buscaban reinventar el arte confrontando movimientos artísticos anteriores, y esta filosofía de trasgresión y ruptura no se encuentra en el art déco, pese a que formalmente fue muy permeable y recibió fuertes influencias de las distintas vanguardias. Por ejemplo, los fondos de los retratos de Tamara de Lempicka pueden considerarse neo-cubistas pese al espíritu de tradición pictórica de la obra en sí.
La pintura del art déco ha quedado así como refugio del arte académico en medio de la revolución vanguardista.